# Хочкис Х35
Хочкис Х35 (фр. Hotchkiss H35), француски лаки тенк коришћен у Другом светском рату.

## Историја
Првобитно дизајниран за француску пешадију, овај тенк је коначно прихваћен од стране коњице. Био је сличан Р-35, али нешто бржи. Главна видљива разлика била је употреба шест точкова уместо пет. Возач је седео напред са десне стране, док је командир (који је такође био нишанџија и пуниоц) био у куполи за једног човека. Наоружање је био краткоцевни топ калибра 37 мм и коаксијални митраљез калибра 7,5 мм. Х-39 је био побољшани модел са нешто дебљим оклопом и снажнијим мотором који је узроковао да се задња палуба протеже скоро хоризонтално. Тиме је брзина повећана на 36 км/х, а због додатног горива је повећан и радијус дејства за око 10%. Х-39 у каснијој производњи добили су нову куполу, као у Р-40, са топом СА38 са дужим цевима од 37 мм, што им је дало неке противоклопне способности. Све у свему, патили су од истих недостатака као и Р-35: оклопна заштита је била добра, али дизајнирана за споро ратовање у рововским биткама из Првог светског рата. Овом тенку је недостајао радио, команданта је био преоптерећен дужностима, имао је неефикасан топ и био је спор и кратког домета.